# Badeanlage (Kœstlach)

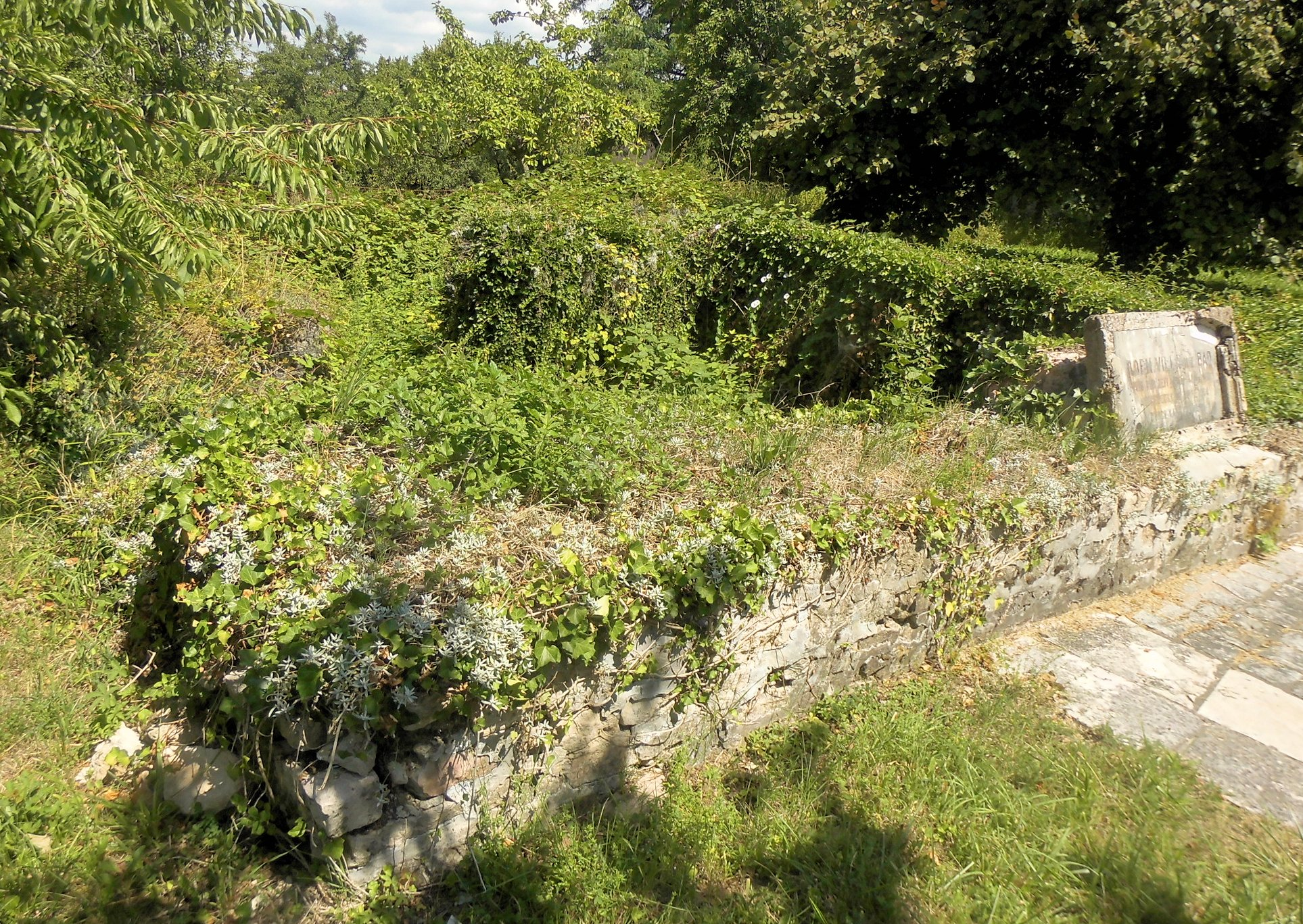
Reste einer gallo-römischen Badeanlage in Kœstlach

Die Badeanlage einer Villa rustica in Kœstlach, einer französischen Gemeinde im Département Haut-Rhin in der Region Grand Est (bis 2015 Elsass), bestand vom 2. Jahrhundert bis um 400. Die Reste der gallo-römischen Badeanlage an der Rue des Romains Nr. 35 wurden im Jahr 1907 als Monument historique in die Liste der denkmalgeschützten Bauwerke (Base Mérimée) in Frankreich aufgenommen.
Bereits im Jahr 1854 entdeckte man die Reste des Gebäudekomplexes, die 1904 ausgegraben wurden. Die Villa mit einem Innenhof hatte eine Seitenlänge von 33 Metern. Westlich davon befand sich die Badeanlage.
Es wurden Kleinfunde gemacht wie Amphorenreste und anderes.